# Formatie van Gulpen

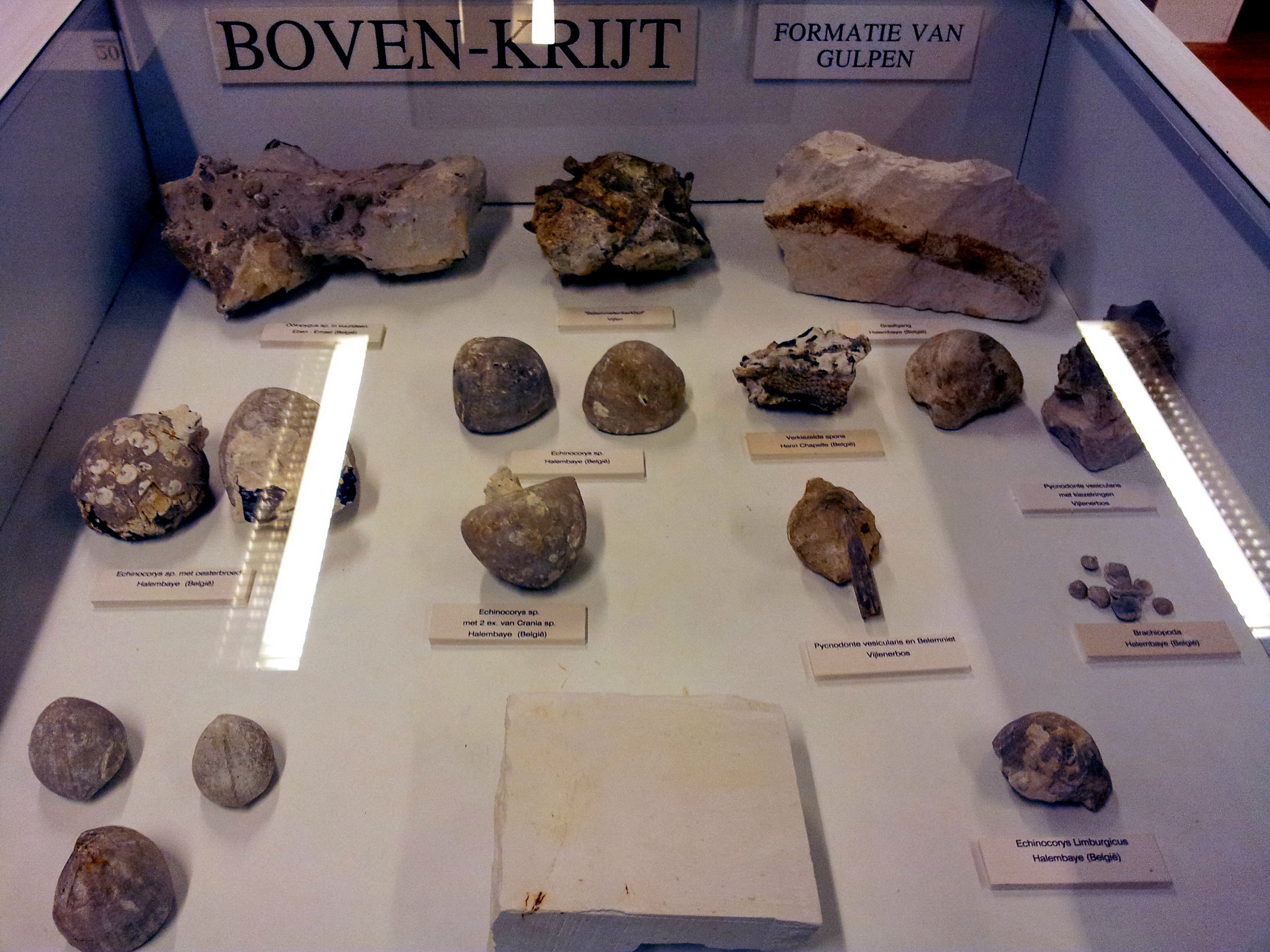
Fossielen uit de Gulpen Formatie in Museum Het Land van Valkenburg

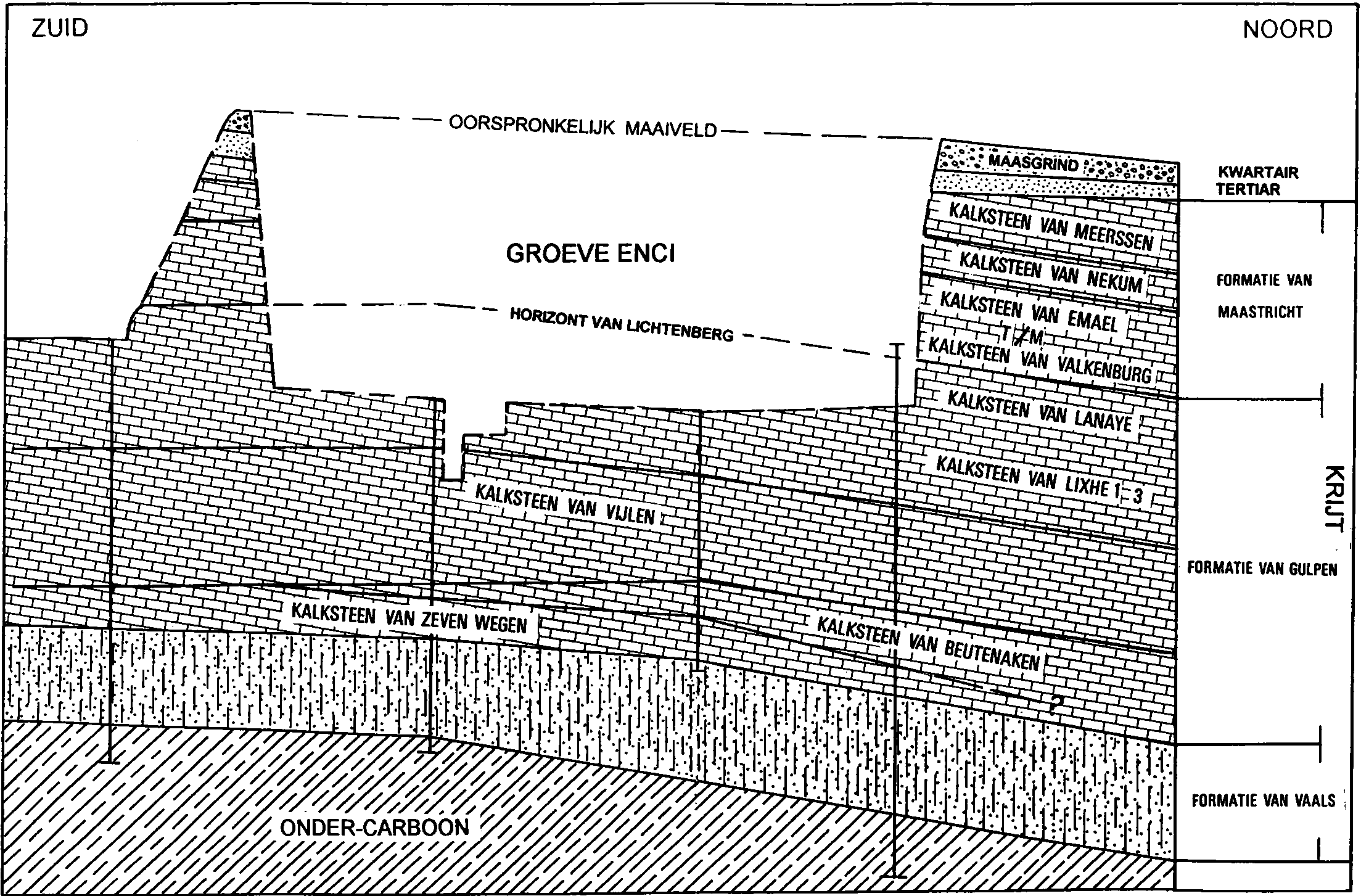
Geologische doorsnede van de ENCI-groeve

De Formatie van Gulpen, Gulpen Formatie (sic) of het Gulpens Krijt is een geologische formatie die dagzoomt (aan het aardoppervlak ligt) in het zuiden van Nederlands en Belgisch Limburg en aansluitende delen van Duitsland. De formatie komt ook voor in delen van de ondergrond van het noordoosten van België, in het Kempens Bekken. De Formatie van Gulpen is gemiddeld ongeveer 100 meter dik en is onderdeel van de Krijtkalk Groep.
In de groeve Blankenberg is de Formatie van Gulpen zichtbaar en heeft daar de grootste bekende vuursteenbank.
De Formatie van Gulpen is een aquifer, een watervoerende laag waar grondwater door heen kan stromen.

## Gebied
De formatie wordt aan de noordzijde begrensd door de Schin op Geulbreuk en de Benzenraderbreuk. In grote delen ten zuiden van deze breuken is de formatie aanwezig, maat niet overal, waaronder in delen van het Gulpdal, Geuldal en Selzerbeekdal waar rivieren de kalksteen heeft weggeërodeerd.

## Lithologie
De Formatie van Gulpen bestaat grotendeels uit een zachte, zeer fijnkorrelige kalksteen. Dit is het materiaal dat in Limburg mergel heet, maar door geologen krijtgesteente genoemd wordt. Het kalkgehalte varieert tussen de 60% en 95%. Het krijtgesteente is op veel plekken glauconiethoudend. Concreties van vuursteen komen door de hele formatie voor, maar zijn alleen in bepaalde niveaus talrijk. Met name het onderste deel van de formatie bevat veel fossielen van belemnieten en zee-egels.
De Formatie van Gulpen werd door een Krijtzee gevormd tijdens het laatste deel van het Campanien en het vroegste deel van het daarop volgende Maastrichtien. Deze beide tijdperken zijn onderdeel van het Laat-Krijt; de formatie is ongeveer 73 tot 69 miljoen jaar oud.
De typelocatie van de formatie is de Gulperberg bij het Nederlandse Gulpen.

## Stratigrafie
De Formatie van Gulpen wordt opgedeeld in vijf leden of laagpakketten. Van boven naar onder zijn dit de Kalksteen van Lanaye; de Kalksteen van Lixhe; de Kalksteen van Vijlen; de Kalksteen van Beutenaken en de Kalksteen van Zeven Wegen. Tussen de verschillende laagpakketten bevinden zich horizonten, maar in het laagpakket van Kalksteen van Lixhe 2 bevindt zich de Horizont van Hallembaye 2.
Boven op de Formatie van Gulpen is de jongere Formatie van Maastricht te vinden, die voornamelijk uit kalksteen en kalkzandsteen bestaat. De Formatie van Gulpen ligt in Nederlands Zuid-Limburg en het oosten van de Belgische provincie Luik met een discordantie boven op de oudere Formatie van Vaals. In het noordwesten van de provincie Luik ligt ze boven op de Formaties van Folx-les-Caves of Séron (Onder-Campanien); of waar die twee formaties ontbreken de oudere Formatie van Lonzée (Santonien). Omdat jongere formaties uit het Krijt in die streek ontbreken zijn bovenop de Formatie van Gulpen direct Tertiaire gesteentelagen te vinden, meestal de Formatie van Hannut (Thanetien) of de Formatie van Sint Huibrechts-Hern (Vroeg-Oligoceen).
De Formatie van Gulpen bestaat uit:
- Kalksteen van Lanaye: zacht kalksteen met in 23/29 vuursteenbanken donkergrijze regelmatige vuurstenen
  - Horizont van Nivelle
- Kalksteen van Lixhe 3: zacht kalksteen met daarin 15 vuursteenbanken regelmatig en grillig van vorm en donkergrijs van kleur
  - Horizont van Boirs
- Kalksteen van Lixhe 2: zacht kalksteen met in onduidelijke lagen zeer grillige zwarte vuurstenen
  - Horizont van Hallembaye 2
  - Horizont van Hallembaye 1
- Kalksteen van Lixhe 1: zacht kalksteen met verspreid of onduidelijke lagen zeer grillige zwarte vuurstenen
  - Horizont van Wahlwiller
- Kalksteen van Vijlen: glauconiethoudende cyclisch opgebouwde kalksteen met daarin onduidelijke hardgrounds
  - Horizont van Zonneberg[4]
  - Horizont van Bovenste Bosch: grens Campanien-Maastrichtien
- Kalksteen van Beutenaken: zacht glauconiethoudend kalksteen
  - Horizont van Slenaken
- Kalksteen van Zeven Wegen: aangeduid als schrijfkrijt
  - Horizont van Zeven Wegen